# Émile Legault
Pour les articles homonymes, voir Legault.

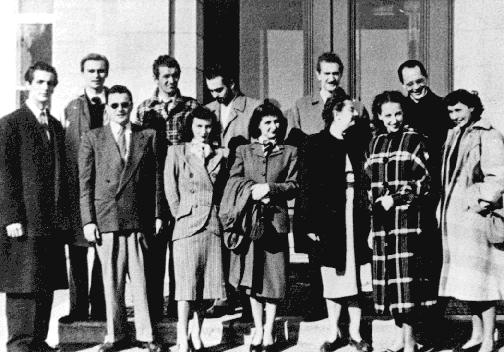
Les compagnons de Saint-Laurent en 1944. De gauche à droite : Jean Coutu, Bertrand Gagnon, Yves Vien, Félix Leclerc, Andrée Vien, Guy Provost, Hélène Loiselle, George Groux, Lucille Cousineau, Denise Vachon, le père Émile Legault, Thérèse Cadorette.

Joseph Jean Baptiste Émile Legault est un prêtre catholique de la Congrégation de Sainte-Croix et homme de théâtre québécois. Né le 29 mars 1906 à Saint-Laurent et décédé le 28 août 1983 à Montréal à l'âge de 77 ans, il est le fils de Wilfrid Omer Legault et Virginie Léonard.

## Biographie
Il est ordonné prêtre en 1930 et devient professeur au Collège Saint-Laurent de Montréal en 1937. C'est alors qu'il fonde la troupe de théâtre Les Compagnons de Saint-Laurent qu'il dirige jusqu'à sa dissolution en 1952. « Animateur plus que metteur en scène, Émile Legault a diffusé les idées de Copeau au Québec ».
Il est reconnu comme le précurseur du théâtre dramatique au Québec. Certains membres de sa troupe sont devenus célèbres tels Jean Gascon et Jean-Louis Roux, fondateurs du Théâtre du Nouveau Monde,,.

## Publications
- 1954 - Premiers gestes
- 1955 - Confidences
- 1956 - Le Grand attentif
- 1956 - Eaux vives
- 1957 - Les Béatitudes
- 1959 - Comme des enfants riches
- 1960 - Kermesse des anges et des hommes
- 1961 - L'Église ne fait que commencer

## Distinctions
- 1957 - Membre de la Société royale du Canada
- 1980 - Officier de l'Ordre du Canada
- 1982 - Membre de l'Ordre des francophones d'Amérique

## Honneur
Le Cégep de Saint-Laurent possède un pavillon appelé Émile-Legault ainsi qu'une salle de spectacle aussi dénommée salle Émile-Legault situées dans l'ancienne église do Collège . Le Musée des maîtres et artisans du Québec fait partie du pavillon Émile Legault.